# 나디르 샤의 원정
나디르 샤의 원정(페르시아어: لشکرکشی‌های نادرشاه), 혹은 나디르 전쟁(페르시아어: جنگ‌های نادری, Janghā-ye Nāderi)은 18세기 초중반 중앙유라시아 전역에서 페르시아의 정복자 나디르 샤가 일으킨 일련의 분쟁들을 총칭한다. 아프간인들이 페르시아를 침공하고 굴나바드 전투에서 대승을 거둔 이래로 사파비 제국은 일시적으로 멸망한 상태였다. 당시 사파비 황족이었던 타흐마스프 2세는 호타키 아프간인들에 맞서 싸우기 위해서 호라산의 군벌이었던 나디르와 연합하였다. 나디르의 뛰어난 군재로 호타키 왕조는 수년만에 멸망했고, 타흐마스프 2세는 재건된 사파비 제국의 군주로 즉위할 수 있었다.
사파비 제국을 복구시킨 뒤, 나디르 샤는 또다른 외세들인 오스만 제국과 러시아 제국에게 빼앗긴 영토를 되찾기 위해서 북서쪽에서 계속해서 원정을 수행하였다. 놀랍도록 엄청난 전역들에서 그는 오스만 제국을 페르시아 밖으로 축출했으며 캅카스산맥 일대에 있던 오스만 제국의 속국들을 정복하고 러시아 제국이 정복한 다게스탄을 탈환했다. 놀라운 군사적 성과로 나디르 샤는 페르시아의 지배 엘리트층으로부터 열렬한 지지를 얻어냈고, 마침내 민심을 잃어버린 사파비 왕조에 맞서 무혈 쿠데타를 일으켜 집권할 수 있었다. 나디르는 샤한샤로 즉위했고 이후 페르시아에는 아프샤르 왕조가 들어선다. 이 왕조는 1796년까지 페르시아를 통치했으며 이란 역사상 가장 강력했던 제국 중 하나로 손꼽힌다.
왕위에 오른 나디르 샤의 첫번째 목표는 아프가니스탄이었다. 일련의 원정을 통해 그는 아프가니스탄을 병합하고, 북인도의 무굴 제국으로 향하는 교두보를 확보하였다. 뒤이은 인도 원정에서 나디르 샤는 단 10,000명의 병력으로 카이베르 고개를 넘어 무굴 제국의 심장부를 침공, 병력 수가 6대 1로 열세였음에도 불구하고 3시간도 안되는 짧은 순간에 적군을 대패시켰다. 무굴 황제를 자신의 봉신으로 삼고, 당시 세계에서 가장 부유한 도시였던 델리를 무자비하게 약탈했을 뿐만 아니라 그곳의 주민들을 잔인하게 학살한 뒤에야 그의 인도 원정은 끝이 났다. 그의 북인도 전역은 그의 전투 중 가장 인상적인 군사 업적 중 하나로 인정받고 있고, 이 전투에서 얻은 전리품은 페르시아 제국의 재정을 크게 늘려 3년 동안 제국의 세금을 거둘 필요가 없다고 말할 정도로 막대했다.
인도에서 돌아온 뒤, 그는 중앙아시아 지역으로 출병하여 부하라 칸국 및 히바 칸국과 전쟁을 벌였다. 이 전쟁에서 두 칸국은 페르시아에 복종하게 된다. 나데르 샤는 또한 페르시아 만을 통치하겠다는 생각에 다양한 정복 활동을 벌여 오만과 페르시아만 국가 일대를 복속시켰다. 이러한 과정들을 통해서 나디르 샤 치하의 이란은 옛 페르시아 제국이었던 사산 제국을 능가하는 대제국으로 성장했다.
그러나, 이 시점에서 나디르 샤의 정신 건강은 편집증과 정신 이상을 겪으면서 크게 악화되고 있었다. 이후 카프카스 최북단에서 다케스탄인들을 상대로 한 전쟁에서는 실패를 잇달아 겪었으며, 오스만 제국과의 전쟁 역시 이전과는 다르게 큰 성공을 거두지는 못했다. 더더욱 신경질적이고 폭력적으로 변한 나디르 샤는 끓어오르는 분노를 억제하지 못하고, 자신의 신하들과 심지어 그의 승계자들까지 죽이거나 불구로 만들었다.
나디르 샤의 말년은 제국 전역에서 터져나오는 반란으로 점철되었다. 그의 통치 기간 동안 페르시아 군대는 매우 강력해졌고 제국의 영토 역시 엄청나게 광활해졌지만, 이와 반대급부로 제국 내의 주민들은 계속되는 전쟁으로 생활이 피폐해졌고 전비 마련을 위해서 중과세 정책을 펼치자 불만이 극에 달했다. 또한 군부 역시 나디르 샤의 공포 정치에 두려움과 적개심을 품고 있었다. 결국 나디르 샤는 1747년 그의 신하들에게 암살당했다. 나디르 샤의 죽음은 아가 모하마드 샤가 카자르 왕조를 수립하기 전까지 반세기 넘게 이어진, 극도로 혼란스럽고 피비린내 나는 내전기의 시작을 알렸다.

## 같이 보기
- 사파비 왕조
- 아프샤르 왕조
- 오스만 제국
- 무굴 제국

## 자료
- Moghtader, Gholam-Hussein (2008). The Great Batlles of Nader Shah, Donyaye Ketab
- Axworthy, Michael (2009). The Sword of Persia: Nader Shah, from tribal warrior to conquering tyrant, I. B. Tauris
- Ghafouri, Ali (2008). History of Iran's wars: from the Medes to now, Etela'at Publishing
- Farrokh, Kaveh (2011). Iran at War: 1500–1988, p. 114. Osprey Publishing